# Nadruvi
Nadruvi (nemško Nadrauen) so bili prusko pleme, naseljeni v Nadruviji, velikem ozemlju na skrajnem severu Prusije. Na reki Nemen (Nemunas)  so na severu mejili na baltske Skalve, na vzhodu na Jatvinge in na jugu in zahodu na druga pruska plemena. Največ podatkov o njih je v Kroniki dežele Prusije Petra Dusburškega.

## Zgodovina
Leta 1236 je Peter Dusburški zapisal, da je bila v Nadruviji Romuva, sveto središče baltske vere. Iz Romuve je Krive, glavni svećenik ali »poganski papež«, vladal veri vseh Baltov. Tega kraja ne omenja noben drug vir. Znanstveniki močno dvomijo, da je tako organizirana struktura sploh obstajala.
Nadruvi so bili najsevernejši pruski klan in zato zadnji, ki so jih podjarmili tevtovski vitezi, nemški katoliški vojašli red. Tevtonski vitezi so postavili svojo bazo v Helmnu v sedanji severni Poljski in od tam nadaljevali osvajanje Prusije in nasilno spreobračanje poganov v katoliško vero. Prvi vojaški spopadi med Nadruvi in vitezi so se začeli okoli leta 1255, ko so vitezi poskušali podjarmiti Sambijce, zahodne sosede Nadruvov. Peter Dusburški navaja, da so imeli Nadruvi več trdnjav z močnimi garnizijami. Omenjeni sta dve popačeni imeni, Otholicija in Kameniswika, katerih lokacijo je zelo težko določiti. Ko so vitezi dosegli njihovo ozemlje, so Nadruvi so zgradili še grad v Veloweju. Sambijci so se morali leta 1277 predati, osvojitev Nadruvov pa je odložila velika pruska vstaja, ki je izbruhnila leta 1260. Upor se je končal leta 1274, Nadruvi pa so se vdali leta 1275. Prusko trdnjavo pri Veloweju so zavzeli tevtonski vitezi in jo preimenovali v Wehlau. Peščica Nadruvov se je umaknila v Veliko litovsko kneževino. Ostali so bili vključeni v meniško državo tevtonskih vitezov in se pomešali z litovskimi in nemškimi naseljenci. Leta 1454 je poljski kralj Kazimir IV. Jagelo vključil regijo v Kraljevino Poljsko. Po trinajstletni vojni, najdaljši od vseh poljsko-tevtonskih vojn, ki se je začela leta 1466, je Nadruvija postala del Poljske kot fevd v lasti Tevtonskega reda in po letu 1525 v lasti posvetna vojvodske Prusije. V 16. stoletju so začeli Nadruvi izumirati. Večina Nadruvije je postala del regije Male Litve, naseljene pretežno z Litvanci.

## Etimologija
Jezikoslovci ponujajo več izvorov imena Nadruvov: 
- Kazimieras Būga je njihovo ime sestavil iz staropruskih besed  na (na) in dravis (gozd).
- Kazys Kuzavinis in Zigmas Zinkevičius zagovarjata na in nek refleks indoevropskega *dhreu- (tok).
- Vilius Pėteraitis domneva, da ime izhaja iz imena reke Drave, enega od pritokov Pregolje, katerega ime se ni ohranilo.[5]
- Po ljudski etimologiji so Nadruvi dobili ime po Nadru, sinu pruskega poglavarja Videvuta.

Večina jezikoslovcev se strinja, da so bili Nadruvi eno od pruskih plemen, neka zgodovinarjev ma meni, da so bili bolj sorodni zahodnim Litovcem kot Prusom. Zadeva je dodatno zapletena zaradi dejstva, da je bilo območje v veliki meri izpraznjeno v  križarskih vojnah proti Prusom in Litovcem. Ponovno so ga naselili s kolonisti iz Nemčije in Litve, zato je nemogoče ugotoviti, ali so bili Litovci staroselci ali priseljenci.